# Мгебриани
Мгебриани (груз. მღებრიანი) — село в Грузии, на территории Горийского муниципалитета края (мхаре) Шида-Картли.

## География
Село находится в центральной части Грузии, на северном склоне Триалетского хребта, на берегах реки Тедзами (правый приток Куры), на расстоянии приблизительно 21 километра (по прямой) к юго-западу от города Гори, административного центра муниципалитета. Абсолютная высота — 1499 метров над уровнем моря.

## Население
По результатам официальной переписи населения 2014 года в Мгебриани проживало 4 человека (2 мужчины и 2 женщины). В национальной структуре населения грузины составляли 100 %.
| Год  | Население, человек |
| ---- | ------------------ |
| 2002 | 0                  |
| 2014 | ↗ 4                |